# اگرفوی-دونیس
اِگرفوی-دُنیس (به فرانسوی: Aigrefeuille-d'Aunis) یک کمون در فرانسه است که در Canton of Aigrefeuille-d'Aunis واقع شده‌است.

## خصوصیات
اگرفوی-دونیس ۱۶٫۷۶ کیلومترمربع مساحت و ۳٬۷۰۷ نفر جمعیت دارد و ۱۸ متر بالاتر از سطح دریا واقع شده‌است.